# 連結和

連結和の図

トポロジーでは、連結和（れんけつわ、connected sum）は、多様体の幾何学的変形の方法のひとつで、2つの多様体が与えられたとき、互いを選んだ点でつなぎ合わせる。この構成は、閉曲面の分類で重要な役割を果たす。
このことを一般化して、右図のように同一な部分多様体に沿って多様体を張り合わせることができる。この一般化はファイバー和とも呼ばれる。結び目和や結び目の合成と呼ばれる結び目の連結和の考え方とも密接に関係する。

## 点での連結和
2つの m-次元多様体の連結和は、各々の多様体の中にある球を削除し、境界として現れる球面を互いに貼り合わせる(gluing together)ことにより得ることができる。
多様体が双方とも向きつけられていれば、貼りあわせ写像を反対向きにとることにより、一意に連結和が定義される。構成は球の選び方にかかわらず、結果は同相の下に一意である。滑らかな圏ではこの操作は可能で、結果は微分同相の下に一意である。滑らかな圏での場合は、微妙な問題があり、球の境界の間のすべての微分同相が、たとえ向き付けを正しく選択したとしても、合成されたときに同じ多様体を与えるとは限らない。たとえば、ミルナー　(Milnor)　は、2つの 7-次元胞体がを境界に沿って貼りあわせると、結果はエキゾチック球面(exotic sphere)となり、7-球に同相ではあるが微分同相ではなくなることをしめした。しかしながら、張り合わせる標準的な方法が存在して、連結和を一意に定義することができる。この一意性は円板定理(disc theorem)に大きく依存していて、すべて明らかになっているわけではない。
連結和の操作は {\displaystyle \#} により表す。たとえば、{\displaystyle A\#B} は {\displaystyle A} と {\displaystyle B} の和を表す。
連結和の操作は、同一視する写像として球 {\displaystyle S^{m}} を持っている、すなわち、{\displaystyle M\#S^{m}} は {\displaystyle M} と同相（もしくは、微分同相）である。
閉曲面の分類は、トポロジーの基本的で歴史的に重要で、任意の閉曲面は球面といくつかのトーラスといくつかの実射影平面の連結和として表される。

## 部分多様体に沿った連結和
{\displaystyle M_{1}} と {\displaystyle M_{2}} を 2つの等しい次元の滑らかな向きつけられた多様体とし、{\displaystyle V} を滑らかな向きつけられた閉多様体で、閉部分多様体として {\displaystyle M_{1}} と {\displaystyle M_{2}} の双方へ埋め込まれているとする。さらに、法バンドル(normal bundle)の同型
{\displaystyle \psi :N_{M_{1}}V\to N_{M_{2}}V}
で互いのファイバーで向き付けを保つものが存在すると仮定すると、写像 {\displaystyle \psi } は向きつけを保つ微分同相写像
{\displaystyle N_{1}\setminus V\cong N_{M_{1}}V\setminus V\to N_{M_{2}}V\setminus V\cong N_{2}\setminus V,}
を引き起こす。ここに各々の法バンドル {\displaystyle N_{M_{i}}V} は、{\displaystyle V} の近傍 {\displaystyle N_{i}} で微分同相として同一視し、写像
{\displaystyle N_{M_{2}}V\setminus V\to N_{M_{2}}V\setminus V}
は向きつけを保存する法バンドル上の微分同相の接合(involution)
{\displaystyle v\mapsto v/|v|^{2}}
である。{\displaystyle V} に沿った {\displaystyle M_{1}} と {\displaystyle M_{2}} の連結和は、向き付けを保つ微分同相により互いに近傍どうしを張り合わせることにより得られる
{\displaystyle (M_{1}\setminus V)\bigcup _{N_{1}\setminus V=N_{2}\setminus V}(M_{2}\setminus V)}
である。和はときどき、
{\displaystyle (M_{1},V)\#(M_{2},V).}
と書かれることもある。この微分同相のタイプは、2つ {\displaystyle V} の埋め込みと {\displaystyle \psi } の選択に依存する。
大まかに言うと、各々の部分多様体 {\displaystyle V} の法線方向のファイバーは、{\displaystyle V} のひとつの点を含み、{\displaystyle V} に沿った連結和は次のセクションで述べるように、各々のファイバーにそって単連結な連結和である。このことにより、{\displaystyle V} に沿った連結和は、ファイバー和(fiber sum)とも呼ばれる。
{\displaystyle V} が点である場合は、前のセクションの点での連結和を再現する。

## 余次元 2 の部分多様体に沿った連結和
もうひとつの得に重要な例として、{\displaystyle V} の次元が {\displaystyle M_{i}} の次元よりも 2 以下の多様体の場合がある。オイラー類が
{\displaystyle e(N_{M_{1}}V)=-e(N_{M_{2}}V)}
という反対の場合であっても、法バンドルの同型写像 {\displaystyle \psi } が存在する。
さらに、この場合には、法バンドルの構造群は円群(circle group) {\displaystyle SO(2)} である。このことからは、埋め込みの選択は標準的に {\displaystyle V} から円への写像のホモトピークラスの群と同一視できることが帰結する。このことより直ちに、一次の整数係数コホモロジー群 {\displaystyle H^{1}(V)} と同値であることが分かる。従って、和の微分同相のタイプは、{\displaystyle \psi } の選択と {\displaystyle H^{1}(V)} の元の選択に依存する。
余次元 2 の {\displaystyle V} に沿った連結和は、シンプレクティック多様体の圏で考えることもでき、この和をシンプレクティック和(symplectic sum)と呼ぶ。

## 局所作用素
連結和は、多様体の局所作用素であり、この意味は、{\displaystyle V} の近傍でのみ和に取って代わる。この意味は、{\displaystyle V} の共通部を持たない集合の 2つのコピー部分で張り合わせて、{\displaystyle M} とした多様体上で、和を作成することができることを言っている。また、2-球面を 2つの異なる点で張り合わせた連結和は、2-トーラスを生成する。

## 結び目の連結和

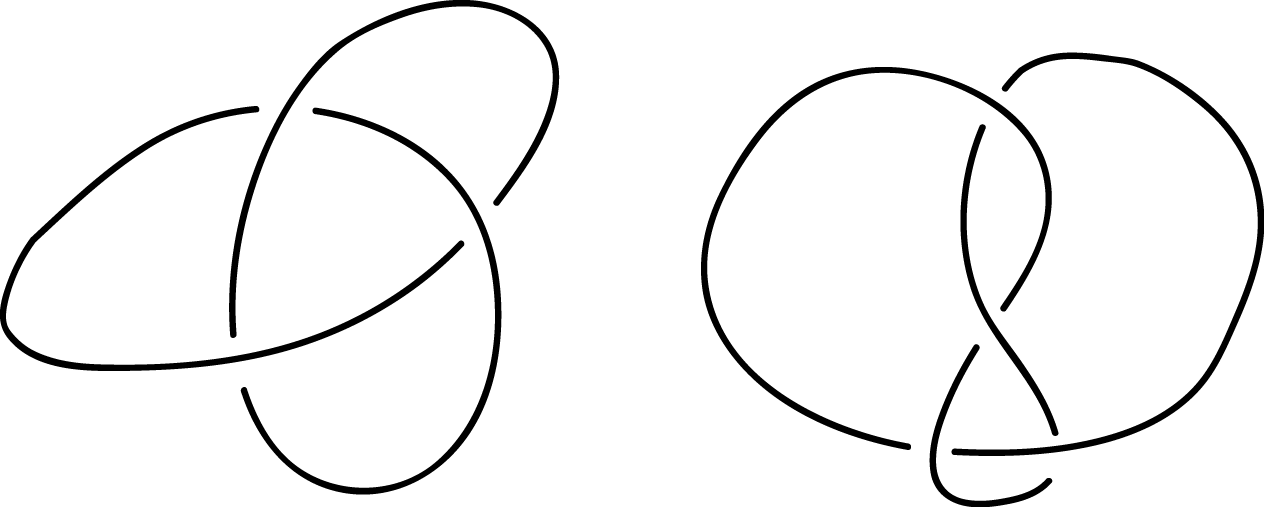
各々の結び目の平面への射影を考え、これらの射影が共通部を持たないように想定する。

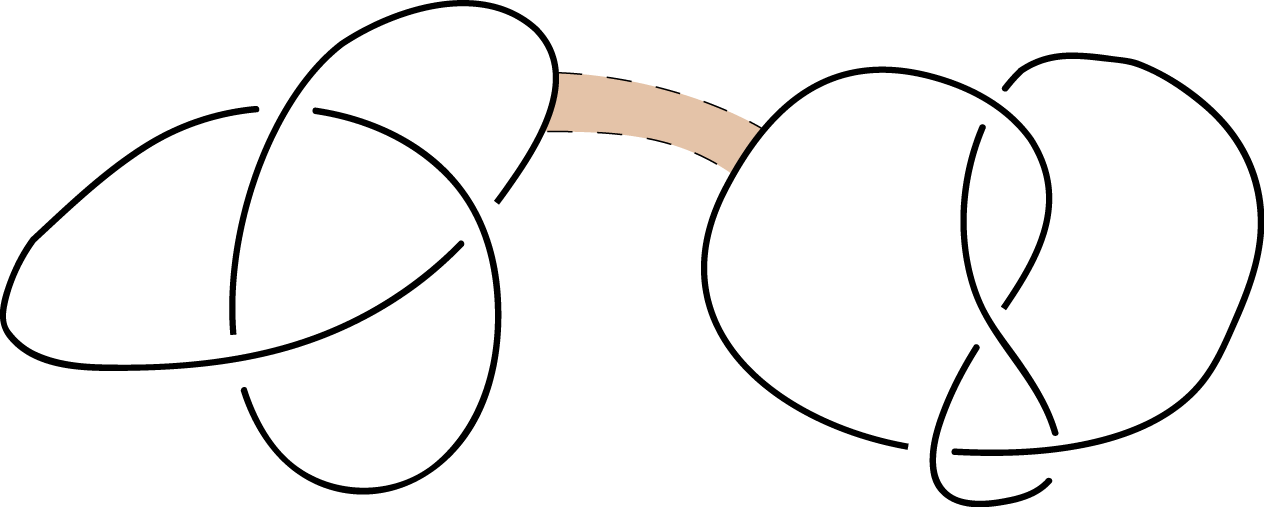
長方形の対辺が各々の共通部分をもたない 2つの結び目の一部の弧となっているような平面上の長方形を探す。

2つの結び目を、これらの弧を結び目より削除することにより互いにつなぎ合わせ、長方形の残っている対辺を結び目の中へ繰り入れる。

2つの結び目の連結和は、密接に関係した考え方である。実際、結び目を単に 1-次元多様体とみなすと、2つの結び目の連結和は、まさに 1-次元多様体としての連結和となる。しかし、結び目の本質的な性質は、その多様体の構造にあるのではなく（すべての結び目は円と同値である）、むしろ周囲の空間(ambient space)への埋め込みにある。従って、結び目の連結和には、次のように、うまく定義される埋め込みを生成するようなより精密な定義がある。
この結果、新しいひとつの結び目が得られ、もとの 2つの結び目の連結和（あるいは、結び目和や合成）という。次に、結び目の連結和に対し、3-次元空間の中での向き付けを持つ結び目を考えねばならない。2つの結び目の連結和を定義するには、
1. 2つの結び目の平面への射影を考え、これらの射影が共通部分を持たないようにする。
2. 長方形の対辺が各々の共通部分をもたない 2つの結び目の一部の弧となっているような平面上の長方系を探す。すると、長方形の対辺の結び目の一部の弧は、長方形の境界を回る向きと同じ向き付けがなされる。
3. そこで、これらの弧を結び目から削除し、残る長方形の対辺を弧としてつなぎ合わせることにより、ひとつの結び目を得る。

この結果として生ずる結び目の連結和は、2つのもともとの結び目の向き付けと整合性を持っていて、結果として得られる周囲の向き付けのイソトピークラス(isotopy class)は、うまく定義でき、もとの 2つ結び目の周囲の向き付けのイソトピーに依存している。
この操作の下では、3-次元空間内の向きつけられた結び目は、一意は素因数分解を持つ可換なモノイドを形成し、そこでは素結び目(prime knot)の意味を定義することができる。可換性の証明は、連結和全体を縮め、片方の結び目を非常に小さくし他の結び目に沿って滑らせることができるようにして、示すことができる。自明な結び目は単元である。三葉結び目(trefoil)は（自明結び目を除くと）最も単純な素結び目である。高次元の結び目は、{\displaystyle n}-球面をスライスすることにより得ることができる。
3-次元では、自明な結び目は、2つの非自明な結び目の和としては表すことができない。この事実は、結び目種数の加法性より得られる。メイザーのまやかし(Mazur swindle)とも呼ばれることもある「無限の構成」を用いる別証明もある。高次元では（少なくとも余次元が 3）、2つの非自明な結び目の和が非自明となるものを作ることができる。
結び目の向きを考慮に入れないと、連結和の操作は（非向き付け）結び目のイソトピークラス上ではうまく定義することができない。このことを理解するために、2つの非可逆的な（向きつけられていない）非同値な結び目 K, L を考える。たとえば、2つプレッツェル結び目 {\displaystyle K=P(3,5,7)} と {\displaystyle L=P(3,5,9)} を取る。{\displaystyle K_{+}} と {\displaystyle K_{-}} を 2つの非同値な向きを持つ {\displaystyle K}、{\displaystyle L_{+}} と {\displaystyle L_{-}} を 2つの非同値な向き付けをもつ {\displaystyle L} とする。4つの向き付けの連結和を得る方法が 4通りあることとなる。
- {\displaystyle A=K_{+}\#L_{+}}
- {\displaystyle B=K_{-}\#L_{-}}
- {\displaystyle C=K_{+}\#L_{-}}
- {\displaystyle D=K_{-}\#L_{+}}

これらの 4つの向き付けられた結び目は向きつけられた周囲のイソトピークラスがすべて異なっている。さらに、向き付けを考えない結び目の周囲のイソトピーを考えると、2つの異なる同値類  { A ~ B } と { C ~ D } を得る。A と B が向き付けのない同値であることを理解するには、単にそれらが双方とも同じ上記の共通部分をもたない結び目の射影から構成されていることに注意すると、唯一の細は結び目の向き付けとなってしまう。同様に、C と D が共通部分を持たない同じペアから構成されることもあることになってしまう。